# Goethewarte

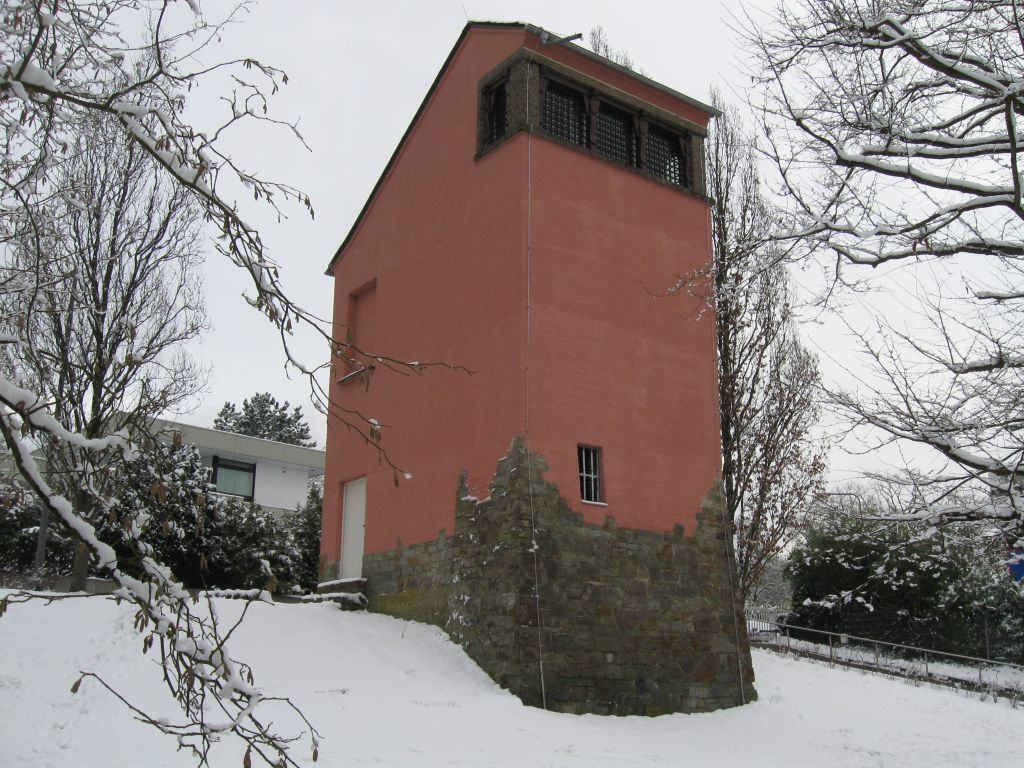
Die Goethewarte

Die Goethewarte ist ein historischer, denkmalgeschützter Aussichtsturm im nordöstlichen Villengebiet oberhalb des Stadtzentrums von Wiesbaden. Er wurde 1932 anlässlich des 100. Todestages des Dichters Johann Wolfgang von Goethe nach Plänen des Regierungsbaumeisters Eberhard Finsterwalder auf dem Geisberg nördlich der Stadt errichtet und am 13. November 1932 eingeweiht. Initiator des Baus war der Verschönerungsverein der Stadt Wiesbaden, der den Großindustriellen Wilhelm von Opel als Stifter gewinnen konnte.
Der etwa 13 Meter hohe Turm folgt in seiner Gestaltung im Stil des späten Historismus der Idee eines mittelalterlichen Wartturms. Der massiv ausgeführte Turm ruht auf einem aus behauenem Stein gemauerten, unverputzten Sockel. Nur im Obergeschoss öffnen schmale vergitterte Fenster den Blick nach Süden über die Stadt und in das Rheintal. Die Goethewarte steht in der nach Justus von Liebig benannten Liebigstraße unmittelbar neben der Villa von Schertel.
Goethe hatte sich zweimal zur Kur in Wiesbaden aufgehalten: vom 29. Juli – 12. September 1814 und vom 27. Mai – 11. August 1815. Während seiner „heilsamen Badeaufenthalte“ unternahm er mehrfach Wanderungen auf den Geisberg hinauf, von dem er schrieb:
Man bedarf in Wiesbaden nur einer Viertelstunde Steigens, um in alle Herrlichkeit der Welt zu blicken.